# Paraletes
Paralets és un gènere d'aranyes araneomorfes de la subfamília Erigoninae, dins de la família Linyphiidae. Es pot trobar a Sud-amèrica.
Fou descrit per primera vegada per Alfred Frank Millidge l'any 1991.

## Espècies
Segons The World Spider Catalog 12.0:
- Paraletes pogo Miller, 2007 – Peru
- Paraletes timidus Millidge, 1991 (Espècie tipus) - Brasil